# Achtbrüdertaler
Achtbrüdertaler sind von 1607 bis 1619 geprägte Reichstaler des Herzogtums Sachsen-Weimar mit den Hüftbildern der acht Söhne des Herzogs Johann (1603–1605). Größtenteils sind auf beiden Seiten der Taler je vier Brüder zu sehen. Eine Variante zeigt alle acht Brüder auf einer Seite. Es wurden auch doppelte, ½ und ¼ Achtbrüdertaler mit gleichen Münzbildern geprägt. Außerdem sind Goldgulden und sehr seltene Zwei- und Drei-Dukaten-Stücke mit dem Münzbild eines Achtbrüdertalers bekannt.

## Münzbeschreibungen
Der in Varianten von 1607 bis 1619 geprägte Reichstaler (Gewicht ca. 29 Gramm, Durchmesser 40 Millimeter, Silber) des Herzogtums Sachsen-Weimar zeigt die acht Söhne des 1605 verstorbenen Herzogs Johann. Die Münzprägung erfolgte in der 1571 zur Obersächsischen Kreismünzstätte erhobenen Münzstätte Saalfeld. Münzmeister in Saalfeld war Wolf Albrecht. Sein Münzmeisterzeichen WA ist auf allen Achtbrüdertalern vorhanden.
Auf den von 1607 bis 1616 geprägten Talern sind auf der Vorder- und Rückseite je vier Brüder zu sehen. Die Vorderseite zeigt die Hüftbilder von Johann Ernst (geb. 1594), Friedrich (geb. 1596), Wilhelm (geb. 1598) und Albrecht (geb. 1599), die Rückseite Johann Friedrich (geb. 1600), Ernst (geb. 1601), Friedrich Wilhelm (geb. 1603) und Bernhard (geb. 1604). Von 1616 bis 1619 erscheinen alle acht Brüder auf der Vorderseite des Talers.

### Erste Variante 1607–1612
– siehe Taler von 1609
- Vorderseite:

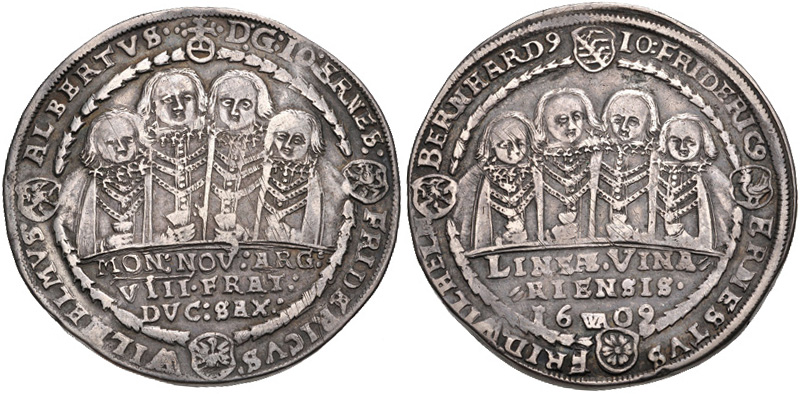
Achtbrüdertaler von 1609; Johann Ernst und seine sieben Brüder in Mänteln

  - Die erste Variante zeigt auf der Vorderseite die Hüftbilder der vier älteren Brüder in Mänteln mit dreifacher Kette. In der rechten Hand halten sie jeweils ein Trinkgefäß.
  - Umschrift: (Reichsapfel) D(ei):G(ratia):IO(hannes):ERNES(tus): – FRIDERICVS. – WILHELMVS – ALBERTVS., getrennt von drei Wappen. Im Abschnitt: MON(eta):NOV(a):ARG(entea): / VIII.FRAT(res) / DVC(es):SAX(oniae):
    - Übersetzung: Von Gottes Gnaden Johann Ernst, Friedrich, Wilhelm, Albert. / Neue silberne Münze der acht Brüder, Herzöge von Sachsen.
- Rückseite:
  - Die Rückseite zeigt die Hüftbilder der vier jüngeren Brüder. Die Art der Darstellung entspricht der Vorderseite.
  - Umschrift: IO(hannes): – FRIDERICꝰ [die der Ziffer 9 ähnelnde Abbreviatur steht für (us)[Anm. 1]] – ERNESTVS – FRID(ericus):WILHELM(us) – BERNHARDꝰ, getrennt von vier Wappen. Im Abschnitt die Aufschrift: LINEAE VINA = / = RIENSIS / 16 WA 09 (Münzmeisterzeichen zwischen Jahreszahl)
    - Übersetzung: Johann Friedrich, Ernst, Friedrich Wilhelm, Bernhard, Linie Weimar.

### Zweite Variante 1612
Die zweite Variante ist bis auf die Aufschrift im Abschnitt auf der Vorderseite DISCORDIAE / FOMES INIVRIA (übersetzt: Unrecht entfacht Zwietracht) mit der dritten Variante identisch. Da der Spruch als Provokation empfunden werden konnte, wurde er nur kurzzeitig im Jahr 1612 aufgeprägt und danach durch ein Rankenornament ersetzt.

### Dritte Variante 1612–1616
– siehe Taler von 1613
- Vorderseite:

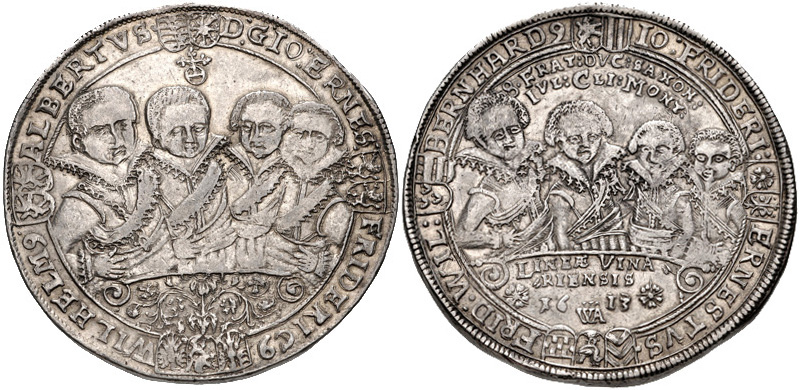
Achtbrüdertaler von 1613; Johann Ernst und seine sieben Brüder im Harnisch, Vorderseite mit Rankenornament, Rückseite mit Chronogramm

  - Die Vorderseite zeigt die Hüftbilder der vier älteren Brüder im Harnisch mit Feldbinde. Der Reichsapfel befindet sich im Feld über den Köpfen der Brüder.
  - Umschrift: Die Umschrift entspricht der ersten Variante. Sie wird jeweils durch zwei (unten drei) statt bisher durch ein Wappen durchbrochen. Im Abschnitt fehlt die provokante Aufschrift. Sie wurde durch ein Rankenornament ersetzt.
- Rückseite:
  - Die Rückseite zeigt die Hüftbilder der vier jüngeren Brüder. Die Art der Darstellung entspricht der Vorderseite.
  - Umschrift: Die Umschrift entspricht der ersten Variante. Sie wird jeweils durch zwei (unten drei) statt bisher durch ein Wappen durchbrochen. Über den Köpfen befindet sich im Unterschied zur ersten Variante die Aufschrift 8.FRAT(res):DUC(es):SAXON(iae): / IUL(iaci): CL(iviae): MONT(ium). Übersetzt: Acht Brüder, Herzöge von Sachsen, Jülich, Kleve und Berg. Im Abschnitt befindet sich die Aufschrift: LINEAE VINA = / = RIENSIS / 16 WA 13 (Münzmeisterzeichen zwischen Jahreszahl). Die hervorgehobenen Buchstaben ergeben ein Chronogramm:

I + C + M + L + V = 1 + 100 + 1000 + 50 + 5 = 1156
Die Jahreszahl 1156 bezieht sich auf Heinrich den Löwen (1156–1180, †1195), der ebenfalls für das Erbe seines Vaters, Heinrich des Stolzen, Herzog von Bayern (1126–1138, † 1139) kämpfen musste. Sein Vetter, Stauferkönig Friedreich I. Barbarossa (1152–1190) sprach ihm erst 1156 sein Stammland Herzogtum Bayern zu.

### Vierte Variante 1616–1619
– siehe Taler von 1619

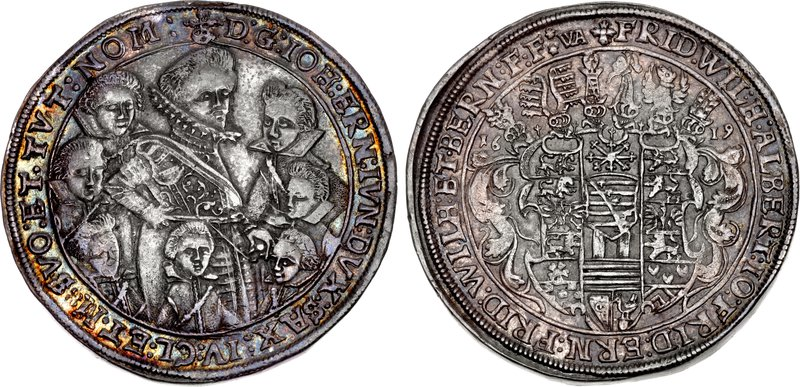
Achtbrüdertaler von 1619; Johann Ernst und seine sieben Brüder auf der Vorderseite

Im Unterschied zu den vorher geprägten Talern sind auf dem von 1616 bis 1619 geprägten alle acht Brüder auf der Vorderseite dargestellt.
- Vorderseite:
  - Johann Ernst im Harnisch in der Mitte stehend, seine sieben Brüder sind um ihn herum kleiner angeordnet.
  - Umschrift: (Reichsapfel) D(ei):G(ratia):IOH(annes):ERN(estus):IVN(ior):DVX:SAX(oniae):IV(liaci): CL(iviae):ET:M(ontium): SVO:ET.TVT(orio):NOM(ine):[11]
    - Übersetzung: Von Gottes Gnaden Johann Ernst der Jüngere, Herzog von Sachsen, Jülich, Kleve und Berg, in seinem Namen und als Vormund.
- Rückseite:
  - Über dem 18-teiligen Wappen befinden sich sechs Helme mit Helmzier. Die Jahreszahl 16 – 19 ist geteilt. In der Umschrift befindet sich das Mmz. WA
  - Umschrift: FRID(ericus):WILH(elmus):ALBERT(us):JO(hannes):FRID(ericus):ERN(estus):FRID(ericus):WILH(elmus):ET.BERN(ardus):F(ieri):F(ecit)[12]
    - Übersetzung: Friedrich, Wilhelm, Albert, Johann Friedrich, Ernst, Friedrich Wilhelm und Bernhard haben [die Münze] herstellen lassen.

## Münzgeschichtliche Zusammenhänge
Als Herzog Johann von Sachsen-Weimar nach nur zweijähriger Regierungszeit 1605 in Weimar starb, hinterließ er acht minderjährige Söhne. Für die Vormundschaft wurde vom Kaiser Rudolf II. das Kurfürstentum Sachsen bestimmt. Nach altem sächsischem Recht wäre jedoch Johann Casimir von Sachsen-Coburg berechtigt gewesen. Kaiser Maximilian II. hatte aber allen Nachkommen Johann Friedrichs II. des Mittleren von Sachsen, Erstgeburtsrecht und direkte Succession (Nachfolge, Thronfolge) abgesprochen, weil Johann Friedrich II. während der Grumbachschen Händel den geächteten Wilhelm von Grumbach bei sich aufgenommen hatte. Folglich stellte das albertinische Kursachsen den Vormund für die acht minderjährigen Söhne des ernestinischen Herzogs Johann.

### Taler 1607–1616
Ab dem Jahr 1607, zunächst unter der Vormundschaft des sächsischen Kurfürsten Christians II. (1591/1601–1611), ließen die acht minderjährigen Söhne des Herzogs Johann sogenannte Achtbrüdertaler prägen. Nach dem Tod Christian II. im Jahr 1611 übernahm sein Bruder und Nachfolger, Kurfürst Johann Georg I. (1611–1656) die Vormundschaft.
Die Mutter Johann Ernsts beabsichtigte nach dem Tod Christians II., dass unter ihrer Mitwirkung ihr ältester Sohn, 18-jährig, die Landesregierung und die Vormundschaft seiner minderjährigen Brüder übernimmt. Sie und ihr ältester Sohn baten Johann Georg I. jedoch vergeblich um Entlassung aus der Vormundschaft:

„Als […] Kurfürst Christian (1611) gestoben war wünschte sich die Herzogin Dorothea Maria ihrem ältesten Sohne den Alterserlaß bei’m Kaiser ausgewirkt zu haben, damit er – obwohl erst 18 Jahre alt – die Landesregierung und Bevormundung seiner jüngeren Brüder übernehmen sollte. Kurfürst Johann Georg I. schlug die erbetene Zustimmung und Mitwirkung aus.“

DISCORDIAE / FOMES INIVRIA (übersetzt: Unrecht entfacht Zwietracht) war nun im Abschnitt auf der Vorderseite des Talers von 1612 zu lesen. Der Spruch ist lt. Goldenberg eine Anspielung auf die Verlängerung der Vormundschaft. Nach Johann David Köhler (1736), Lothar Koppe (2007) u. a. bezieht sich der Spruch jedoch auf den sogenannten Vorrangstreit (Präzedenzstreit) zwischen den beiden Fürstenhäusern Weimar und Altenburg. Da die Aufschrift als Provokation aufgefasst werden konnte, ließen die Brüder sie noch im selben Jahr durch ein Ornament ersetzen.
Mit 8.FRAT(res):DUC(es):SAXON(iae): / IUL(iaci):CL(iviae):MONT(ium) auf der Rückseite der von 1612 bis 1616 geprägten Talern weisen die Söhne Johanns darauf hin, dass sie einen Anspruch auf Jülich, Kleve und Berg haben. Unter den 18, statt bisher sieben Wappen in der Umschrift, befinden sich die fünf Anspruchswappen der Herzogtümer Kleve, Jülich und Berg, sowie der Grafschaften Mark und Ravensberg.
Ansprüche auf die genannten Gebiete in der Zeit des Jülich-Klevischen Erbfolgestreits (1609–1625) erhoben u. a. das albertinische Kursachsen und die ernestinischen Herzogtümer, darunter auch Sachsen-Weimar. Die Durchsetzung der Ansprüche Sachsens scheiterte jedoch. Was blieb, war lediglich die Vermehrung der Titel und Wappen um die Anspruchswappen.

### Taler 1616–1619
Im Jahr 1616 erscheint Johann Ernst, nun 22-jährig, auf den Achtbrüdertalern als regierender Herzog und Vormund seiner noch nicht volljährigen Brüder:

„Nun trat Johann Ernst im Februar 1615 das Jahr der gesetzlichen Mündigkeit an; allein ihm wurde die Rechte eines volljährigen teutschen Reichsfürsten erst am 30. Oct. genannten Jahres zugestanden […]. […] Die Ertheilung der Reichslehen durch Kaiser Matthias [erfolgte am] 15. Nov. 1617 […].“

Im Jahr 1619 starb Friedrich Wilhelm, einer der acht Brüder. Das war auch das Ende der Prägung der Achtbrüdertaler.

### Köhlers Erläuterung von 1737

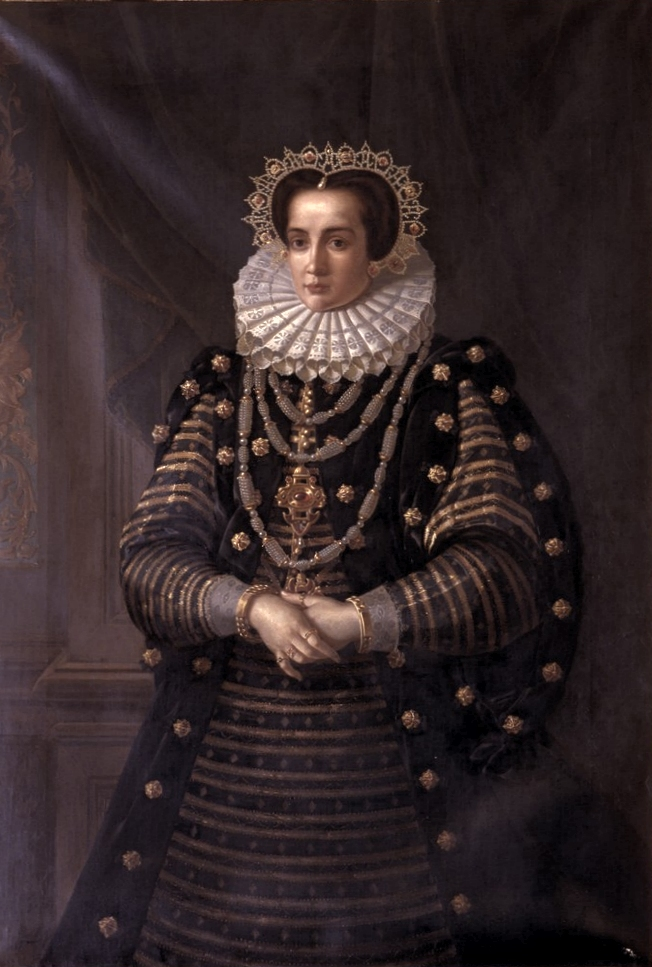
Dorothea Maria, Herzogin von Sachsen-Weimar, hatte von 1594 bis 1604 elf Prinzen geboren, von denen acht nach Johanns Tod (1605) am Leben waren. (Gemälde 19. Jahrhundert)

In Johann David Köhlers Historischer Münz-Belustigung sind die münzgeschichtlichen Zusammenhänge näher erläutert:

„Hertzog Johannes hatte mit seiner Gemahlin Dorothea Maria, Fürstin zu Anhalt von A. 1594. bis 1604 eilff [elf] Printzen nach einander erzeuget: dergleichen gesegnete Geschlechts-Vermehrung, man wohl sonst nirgend, in einem Fürstl. Hause antrifft. Von solchen hinterließ er VIII. bey seinem Abschied aus dieser Welt, am Leben; darunter gieng der älteste ins eilffte Jahr. Dreye erlangten grossen Ruhm in der Welt, als Hertzog Wilhelm, Hertzog Ernst und Hertzog Bernhard: nur zween haben das Geschlecht fortgepflanzet, als Hertzog Wilhelm und Hertzog Ernst und einer Johann Friedrich ist dergestalt aus der Art geschlagen, daß er auch, wegen seines unfürstl. Verhaltens, in der Verhafft [Haft] zu Weimar A. 1628 einen bösen jähen Tod soll gehabt haben. Von diesen VIII. Brüdern hat man viele gemeinschafftliche und besondere Thaler.“

Die sogenannten Achtbrüdertaler, von Köhler als achtköpfige Taler bezeichnet, wurden (außer dem „besonderen Schlag“ von 1612) in großen Stückzahlen geprägt. Rar wurden sie durch Einschmelzen dieser vollwertigen Reichstaler zur Herstellung von unterwertigen Landmünzen, den sogenannten Kippermünzen in der Kipper- und Wipperzeit. (Siehe auch: Kursächsische Kippermünzstätten)

„Die gemeinschafftlichen, sind die so bekandten […] und so genandten Achtköpffigten Thaler. So gemein solche vormahls waren, so rar machen sie sich nunmehro: dieweil den meisten schon ist zu der, in Ewigkeit vermalledeyeten, geringhaltigen und schändlichen Scheide-Müntze von Ehr und Pflicht vergessenen Leuten, im Schmeltz-Tiegel der Hals gebrochen worden. Man wird auch wohl niemahls mehr acht junge Fürstl. Herrlein, auf einem Thaler zu sehen bekommen. Dieser achtköpffigten Thaler sind viererley Sorten.“

Köhlers Annahme, dass man wohl niemals mehr acht fürstliche „Herrlein“ auf einem Taler zu sehen bekommt, hat sich bewahrheitet.
Ein Bild von acht jungen fürstlichen Herren auf einem Taler ist einmalig.
In seiner Historischer Münz-Belustigung sind die Achtbrüdertaler in vier Sorten eingeteilt:
- 1. Sorte geprägt 1607–1612
- 2. Sorte geprägt 1612 (mit provokantem Spruch) und 1613–1615 („auf welchen aber die bedenckliche Unterschrifft […] weggethan“) – Richtig ist 1613–1616, da im Jahr 1616 beide Varianten vorkommen.
- 3. Sorte geprägt 1616–1619
- 4. Sorte geprägt 1622/1623 (nach dem Tod Herzog Friedrichs – sind jedoch kein Achtbrüdertaler)

„I. [Sorte] von 1607. 1608. 1609. [16]11. [16]12. Mit der älteren 4. Brüdern […] in steiffen Röcken und Mänteln […] und mit den Bildnüssen der 4 jüngeren Brüder in gantz gleicher Stellung auf der anderen Seite. II. [Sorte] von A. 1612. […] in Brustharnischen, mit Feldbinden, und gespitzelten auswärts stehenden Überschlägen; […]. Im Abschnitt […]: DISCORDIAE FOMES INIVRIA [Übersetzung: Unrecht entfacht Zwietracht] welches eine Replique [Antwort] auf den Altenburgischen Thaler von eben dem Jahre, mit dem Spruche: DISKORDIA PRAECVRSOR RUINAE [Übersetzung: Uneinigkeit läuft vor dem Verderben her (Tentzel S. 493)], […]. […] Man hat auch Thaler von gleichen Stempeln, von A. 1613. 1614. 1615. [Anmerkung: und 1616] auf welchen aber die bedenckliche Unterschrifft […] weggethan und deren Platz mit Blumen und Laubwerk angefüllt ist. III. [Sorte] von A. 1616. 1618. [16]19. Mit den VIII. Brüder Bildnüssen auf der ersten Seite […].“

Die von Köhler außerdem noch beschriebene IV. Sorte gehört jedoch nicht zu den Achtbrüdertalern. Die vierte Sorte, so Köhler, „haben die 7. Brüder, nach dem Hertzog Friedrich A. 1622 den 19. Augusti in der Schlacht bey Fleury geblieben, […] schlagen lassen […].“ Münzherren waren nur Johann Ernst und fünf seiner Brüder.
Nach Johann David Köhler bezieht sich der o. g. Spruch DISCORDIAE FOMES INIVRIA nicht auf die Verlängerung der Vormundschaft durch Johann Georg I., sondern auf die Animositäten zwischen den beiden Fürstenhäusern Sachsen-Weimar und Sachsen-Altenburg. Der Spruch auf dem nur 1612 geprägten besonderen Achtbrüdertaler soll demnach die Antwort auf den ebenfalls 1612 geprägten Altenburger Taler mit dem Spruch DISKORDIA PRAECVRSOR RUINAE sein. „Gedachter Spruch“, so Köhler, „zielet auf den zwischen der Altenburgischen und Weimarischen A 1605 entstandenen hefftigen und langwierigen Praecedenz-Streit.“ (Präzedenzstreit = Vorrangstreit) Der Streit war so erbittert, dass er sogar in der Münzgestaltung der beiden ernestinischen Linien seinen Niederschlag fand.
Ob der provokante Spruch auf dem 1612 geprägten Taler auf den Vorrangstreit zwischen den beiden ernestinischen Fürstenhäusern bezogen ist (Koppe, Köhler u. a.) oder als Protest auf die Fortführung der Vormundschaft Johann Georgs I. abzielte (Goldenberg), ist nicht bekannt. Sicher ist, dass Herzog Johann Ernst für sein Erbe kämpfen musste. Das kommt sogar auf den Talern von 1612 bis 1616 im Chronogramm zum Ausdruck.